# Buntowo

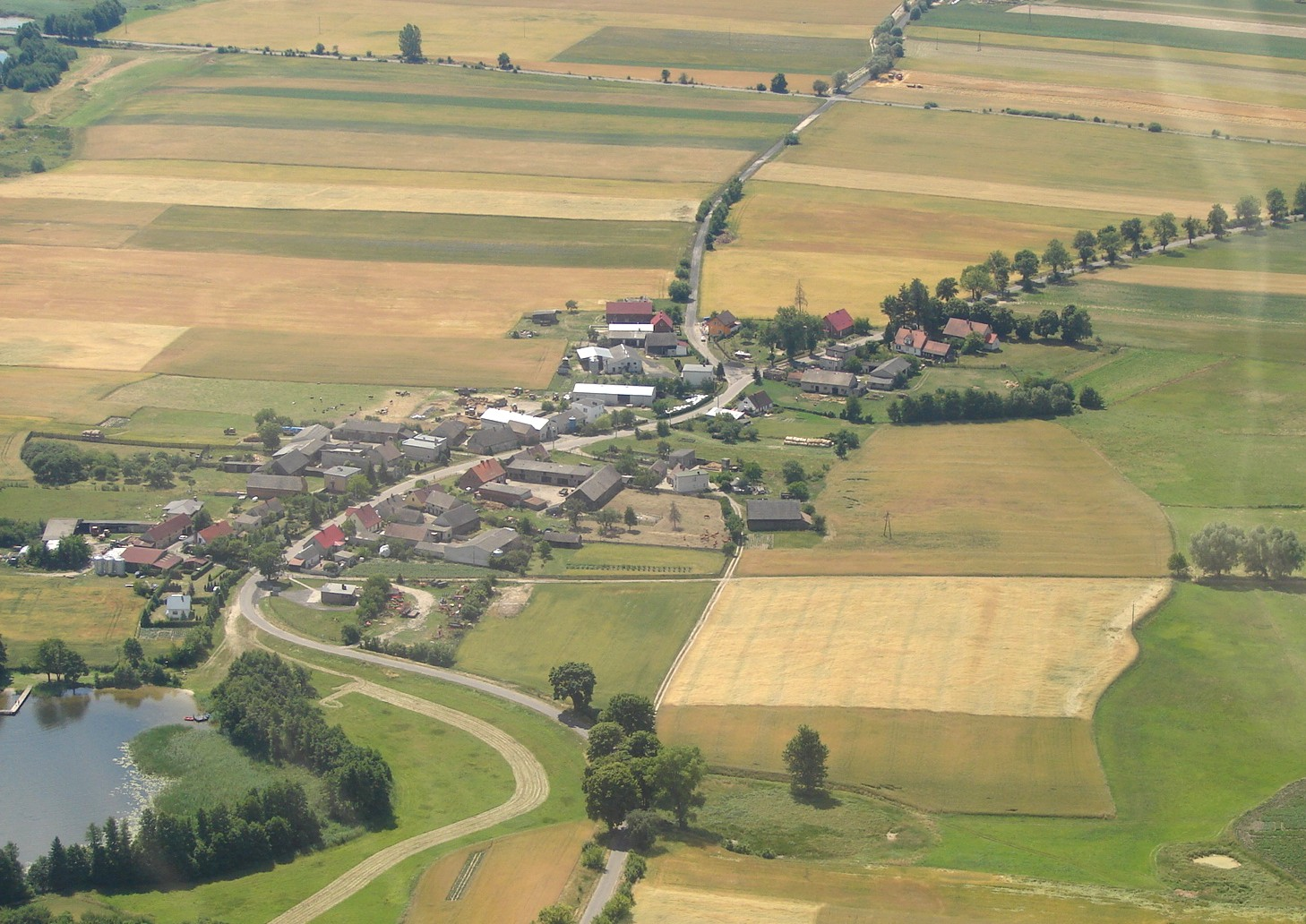
Buntowo z lotu ptaka

Buntowo (niem.: do 1928 Buntowo, 1928-1945 Seefelde) – wieś krajeńska w Polsce położona w województwie wielkopolskim, w powiecie złotowskim, w gminie Złotów. Leży ona przy północno-wschodnim brzegu Jeziora Sławianowskiego. W administracyjnych granicach miejscowości znajdują się majątek i wieś oddalone o ok. 2 km od siebie oraz, także w pewnym oddaleniu, zabudowania dawnych cegielni: Gay i Buntowo.

## Historia
W latach 1954–1961 wieś należała i była siedzibą władz gromady Buntowo, po jej zniesieniu w gromadzie Kleszczyna. W latach 1975–1998 miejscowość administracyjnie należała do województwa pilskiego.
W źródłach wzmiankowana jest jako Buntowo (rok 1653), Bontowo lub Bantowo, a pierwsza pisana wiadomość datuje się na lata 1441–1442.
W okresie międzywojennym funkcjonowała tutaj szkoła, do której uczęszczało 27 dzieci. Na ścianie budynku szkoły umieszczono tablicę upamiętniającą zamordowanie przez hitlerowców nauczyciela tutejszej szkoły – Konrada Konaka. Z cegielni Gay pochodziły cegły użyte do budowy wieży Flatower Turm w parku wokół pałacu Babelsberg (k. Poczdamu) – letniej rezydencji cesarza Wilhelma I. Osadnictwo w tej okolicy istniało już bardzo dawno, o czym świadczą znalezisko grobu skrzynkowego oraz pozostałości osad wczesnośredniowiecznych skupionych wokół grodziska, którego ślady znaleźli archeolodzy na wzniesieniu zwanym Schloβ Berg (Góra Zamkowa) przy drodze do Sławianowa. Po drugiej stronie drogi znajduje się nieczynny cmentarz ewangelicko-augsburski z połowy XIX w. Zachowało się kilka ogrodzeń i jedna tablica. Działka, na której zlokalizowany jest cmentarz, jest własnością prywatną. Pierwsza wzmianka o wsi, należącej wtedy do dóbr złotowskich, pochodzi z 1653 r. Dawny folwark Buntowo jest dziś prywatną własnością.

### Zabytki
Po starym, drewnianym dworze, pochodzącym, jak zabudowania folwarczne ustawione w charakterystyczny czworobok, z końca XIX w. pozostały tylko piwnice. Obecny dwór zbudowano po I wojnie światowej. Przy wyjeździe w stronę Kleszczyny zobaczyć można ciekawy budynek podcieniowy (zbudowany w 1927 r.) dawnej szkoły niemieckiej. Na ścianie znajduje się tablica pamiątkowa poświęcona Konradowi Konakowi – nauczycielowi Prywatnej Szkoły w Buntowie w latach 1929-1937, rozstrzelanemu w 1939 r. w obozie w Korolewie.

## Środowisko

### Ukształtowanie terenu
Rzeźbę terenu Buntowa i okolic ukształtował lądolód skandynawski i powstałe z niego wody roztopowe. Wieś znajduje się na wysokości około 102 m n.p.m. Teren wokół wsi jest nizinny z nielicznymi wzniesieniami i pagórkami. Gleby tutejsze w całości są pochodzenia polodowcowego. Są to gleby bielicowe, słabo i średnio urodzajne. W gruntach ornych przeważają gleby pseudobielicowe i brunatne wyługowane, przy mniejszym udziale czarnych ziem. Buntowo położone jest na Pojezierzu Krajeńskim w europejskiej strefie lasów mieszanych, prowincji Niżu Środkowoeuropejskiego. W sąsiedztwie wsi znajduje się największe jezioro powiatu Złotowskiego – Jezioro Sławianowskie o łącznej powierzchni 278 ha, maksymalnej głębokości 15 m. Zbiornik wodny powstał poprzez działalność lądolodu – jest to jezioro rynnowe polodowcowe, o kształcie linii brzegowej przypominającej krzyż. Jezioro jest własnością Agencji Nieruchomości Rolnych, dzierżawione przez Gospodarstwo Rybackie Złotów.

### Fauna i flora
Przy linii brzegowej wspomnianego już Jeziora Sławianowskiego znajdują się charakterystyczne dla tego środowiska kompleksy leśne – łęgi. Są to lasy okresowo zalewane, w których przeważają drzewa takie jak olsza czy topola.
Na jeziorze gniazdują takie gatunki jak –gęgawa, łabędź niemy, bąk, perkoz dwuczuby, kaczka krzyżówka. W okresie przelotów gromadzą się stada kormoranów czarnych, świstunów, gęsi zbożowych, nurogęsiów Zdarzały się przypadki kiedy na jeziorze dostrzegano czarne łabędzie, hełmiatki, bernikle rdzawoszyje,bernikle białolice, lodówki, ogorzałki, perkozy rogate, uhle, markaczki.

### Obszary chronionego krajobrazu
W Buntowie znajduje się park posiadający tzw. pomniki przyrody. W Parku Dworskim można odnaleźć chronione dwie lipy drobnolistne (obie ponad 4 m w obwodzie) i sosnę wejmutkę.